# 神谷雄飛
神谷 雄飛（かみや ゆうひ、1995年11月20日 - ）は、日本の元男子バレーボール選手である。

## 来歴
愛知県小牧市出身。小牧市立応時中学校出身。先生に誘われて中学1年生からバレーボールを始める。
2011年、星城高等学校に進学。石川祐希らと同期であり、2012年度、2013年度に、インターハイ、国民体育大会、春高バレーで3冠を達成した。
2014年、東海大学に進学。2015年、U-21日本代表に選出され、世界ジュニア選手権(U-21)に出場した。2017/18シーズン、V・プレミアリーグ（当時のVリーグ1部リーグ）に所属する豊田合成トレフェルサ（現・ウルフドッグス名古屋）の内定選手となった。
2018年、大学卒業後に、豊田合成トレフェルサに入団した。入団1シーズン目となる2018/19シーズンにV1男子の試合に出場し、Vリーグデビューを果たした。
2022年、2021/22シーズン終了をもって現役を引退した。移籍はせず、選手としてやり切った気持ちになったと話している。引退後は、チームのスタッフに就任。ジュニアチームの指導者として活動し、2024年に行われたSV-V.LEAGUE U15選手権では監督を務めた。

## 球歴
- U-21日本代表
  - 世界ジュニア選手権 - 2015年

## 所属チーム
- 星城高等学校（2011-2014年）
- 東海大学（2014-2018年）
- 豊田合成トレフェルサ / ウルフドッグス名古屋（2018-2022年）